# Lourdes Valera
Lourdes Del Valle Valera (Caracas, 15 giugno 1963 – Caracas, 2 maggio 2012) è stata un'attrice venezuelana.

## Biografia
Inizia a recitare in teatro ad appena 10 anni, nel gruppo teatrale della sua scuola primaria. Nel 1979, quando aveva appena 16 anni, fa la sua prima apparizione nel programma Radio Rochela, andata in onda sulla rete televisiva venezuelana RCTV e, successivamente, in un altro programma denominato Bimbo di carta.
Nel 1983 entrò a far parte del cast della telenovela venezuelana Leonela; questa sarà la sua prima partecipazione a questo genere di trasmissione.
Si è laureata in "Comunicazione Sociale" presso la "Universidad Central de Venezuela", anche su insistenza di sua madre, che le chiese di porre fine prematuramente alla sua carriera nel mondo artistico.
Nel 2008, durante una visita medica per un probabile intervento di chirurgia estetica, le venne diagnosticato un cancro ai polmoni che la obbligò a sottoporsi a sei sessioni di chemioterapia e 33 di radiazioni.
È morta a Caracas a 49 anni.

## Filmografia

### Televisione
- Leonela; 1ª parte (Leonela) (1983)
- Leonela; 2ª parte (Miedo al amor) (1984)
- Topazio (Topacio) (1984)
- Cristal (1985)
- Señora (1988)
- Cuore infedele; altro titolo: La traidora (La traidora) (1991)
- Las dos Dianas (1992)
- El paseo de la gracia de Dios (1993)
- Cruz de nadie (1994)
- La llaman Mariamor (1996)
- Contra viento y marea (1997)
- El país de las mujeres (1998)
- Amantes de luna llena (2000)
- Enséñame a querer (2000)
- Guerra de mujeres (2001)
- Las González (2002)
- Cosita rica (2003)
- Se solicita príncipe azul (2005)
- Ciudad Bendita (2006)
- La vida entera (2008)
- El árbol de Gabriel (2011)

### Cinema
- Desnudo con naranjas - Margarita (1994)
- Rosa de Francia (1995)
- 13 segundos - Mercedes (2007)
- El enemigo - Antonieta Sanchez (2008)
- Taita Boves (2010)
- Patas Arriba - Monserrat (2011)